# Broadcasting...
Broadcasting... is het derde studioalbum van de Canadese punkband Comeback Kid dat werd uitgegeven op 20 februari 2007 door het label Victory Records. Het is het eerste album met zanger Andrew Neufeld nadat Scott Wade de band verliet in 2006.

## Nummers
1. "Defeated" - 3:16
2. "Broadcasting..." - 3:53
3. "Hailing On Me" - 2:59
4. "The Blackstone" - 2:54
5. "Industry Standards" - 3:38
6. "Give'r (Reprise)" - 1:07
7. "One Left Satisfied" - 3:50
8. "Come Around" - 2:31
9. "In Case of Fire" - 2:50
10. "Market Demands" - 3:05
11. "In/Tuition" - 3:05